# Кальчо (Ломбардия)
Кальчо (итал. Calcio) — коммуна в Италии, находится в регионе Ломбардия, в провинции Бергамо.
Население составляет 5161 человек (2008), плотность населения составляет 328 чел./км². Занимает площадь 16 км². Почтовый индекс — 24054. Телефонный код — 0363.
Покровителем коммуны почитается святой Готард, празднование 4 и 5 мая.

## Демография
Динамика населения:

## Администрация коммуны
- Официальный сайт: http://www.comune.calcio.bg.it